# Ermanno Palmieri
Ermanno Palmieri (Civitavecchia, 9 settembre 1921 – Roma, 1982) è stato un calciatore italiano, di ruolo attaccante.

## Carriera
Cresciuto nella Civitavecchiese, si trasferisce all'Associazione Sportiva Roma. Dopo la sua unica stagione nella capitale, in cui ottiene una presenza in Serie A nella stagione 1948-1949, approda al Catanzaro dove concluderà la sua carriera calcistica.